# Caribou (álbum)
Caribou é o oitavo álbum de estúdio do cantor e compositor britânico Elton John, lançado em 1974.
Apesar de não ter sido um sucesso de crítica, foi o quarto álbum do cantor a alcançar a primeira posição na parada americana. O disco contém os singles, "Don't Let The Sun Go Down On Me", que atingiu # 16 no UK Singles Chart e # 2 na parada americana, e "The Bitch Is Back", que atingiu no Reino Unido o número # 15 e # 4 nos Estados Unidos. O álbum recebeu o nome em alusão ao estúdio Caribou Ranch, onde foi gravado.
Em 1974, Elton John ganhou Grammy com a música "Don´t Let the Sun Go Down On Me", como melhor canção do ano.

## Faixas
Todas as faixas compostas por Elton John e Bernie Taupin

### Lado 1
1. "The Bitch is Back" – 3:44
2. "Pinky" – 3:54
3. "Grimsby" – 3:47
4. "Dixie Lily" – 2:54
5. "Solar Prestige a Gammon" – 2:52
6. "You're So Static" – 4:52

### Lado 2
1. "I've Seen the Saucers" – 4:48
2. "Stinker" – 5:20
3. "Don't Let the Sun Go Down on Me" – 5:36
4. "Ticking" – 7:28